# Medicació tòpica
La medicació tòpica és aquella que utilitza la pell i les mucoses per a l'administració del fàrmac. Mucoses com les oculars, dels genitals externs (vulva, vagina, gland, part mucosa del prepuci), de l'interior del nas o del tracte respiratori inferior.

## Preparats dermatològics
La característica d'aquesta via és que es busca fonamentalment l'efecte a nivell local, no interessant l'absorció dels principis actius. Els excipients fonamentals per a les formulacions galèniques d'ús tòpic són tres: líquids, pols i greixos. Aquests poden combinar-se entre si de nombroses formes per adaptar-se a les característiques del lloc on s'aplicaran, d'allà la varietat de formes galèniques per a ús tòpic.
| Pols                                                                                 | Loció agitable (Líquid + Pols)      | Líquid               |
|                                                                                      | Pasta a l'aigua (Líquid+Pols+Greix) |                      |
| Pasta (Greix+Pols)                                                                   | Greix                               | Crema (Greix+Líquid) |
| Taula de tres entrades, amb les possibles combinacions entre Grasas, líquids i pols. |                                     |                      |

### Banys
Consisteixen en la immersió de tot o part del cos en una solució aquosa a què s'afegeixen determinats productes. Els més utilitzats són els banys col·loidals, que tant tebis com calents actuen com a sedants i antipruriginosos. En la seva preparació es barreja una tassa de midó en un litre d'aigua i posteriorment aquesta preparació és feta a l'aigua del bany. Als banys oliosos se substitueix el midó per olis fàcilment dispersables, produint una suspensió homogènia. Actualment s'utilitzen sobretot els banys de sals, potenciats pel món de la cosmètica.

### Locions
També conegudes en dermatologia com cures humides obertes són molt útils en inflamacions superficials com l'èczema. Es col·loquen compreses amarades a certs líquids a les zones secretants i es canvien cada 5-10 minuts, o bé s'afegeix de forma periòdica líquid, de tal manera que s'eviti la dessecació per efecte de la calor de la pell. Això se sol mantenir durant 2 hores tres vegades al dia. L'objectiu és el refredament que aconsegueix l'evaporació del líquid, que actua com a antiinflamatori. A més tenen propietats antipruriginoses i vasoconstrictores. Mai no irriten i no tenen riscos en el seu ús. Els líquids utilitzats poden ser el sèrum fisiològic, etanol al 10%, el permanganat de potassi al 0,01% o la solució de Burow, composta per aigua, subacetat de plom i sulfat alumínico potàsic. Una loció clàssica de la farmacopea espanyola seria l'Aigua de Dalibour, composta per una solució hidroalcohólica a l'1% i sulfat de coure, sulfat de zenc i càmfora i indicada en el tractament de l'impetigen, dermatitis sobreinfectades i dermatosis exsudatives.

### Tocs o pincelacions
Se solen utilitzar per a descostrar ferides o lesions dèrmiques. S'utilitza l'etanol al 10% a què se li pot afegir glicerina al 5%. L'etanol pot causar coïssor, per la qual cosa es desaconsella en regió genital i cara. Una forma especial serien les pinzellacions secants de la farmacopea alemanya, que són en realitat locions agitables, constituïdes a parts iguals en pes de pols i liquido, encara que són una mica més cosmètiques amb una proporció una mica inferior de pols. A aquestes locions se'ls pot afegir principos actius en forma de líquid o de pols. Les indicacions són les mateixes que les de les pols (vegeu després), ja que en realitat el que es busca és el dipòsit d'aquests sobre la pell en evaporar-se el líquid de la formulació.

### Pintures
Són preparacions líquides, acolorides (d'on el seu nom), resultat de la barreja d'hidroalcoholes amb drogues seques a temperatura ambient. Les seves propietats depenen del fàrmac afegit, encara que en lineas generals són antisèptiques i antipruriginoses. El més habitual sol ser l'ús de solucions d'etanol, èter o cloroform amb productes com el mentol, fenol, fucsina, eosina, violeta de genciana o brees. Si en reeixuguen massa es pot afegir oli de ricí a l'1%. Se solen administrar una vegada al dia i es retiren les restes l'endemà abans de la nova aplicació.

### Liniments
Forma farmacèutica que consisteix en una presentació líquida, solució o emulsió que conté el o els principis actius i additius el vehicle dels quals és aquós, alcohòlic o oliós, i s'aplica exteriorment en friccions.

### Pólvores
Les pólvores s'obtenen per divisió successiva de productes sòlids i secs fins a partícules homogènies de mida variable. Després de la seva fabricació són passats per tamisos que oscil·len entre els 0.1 mm d'obertura de l'enreixat (pols molt fines) fins a 1 mm. (pols gruixudes). Aplicats sobre la pell formen una capa finíssima de propietats refrescants, vasoconstrictores, antiinflamatòries i antipruriginoses. També protegeixen del frec entre superfícies (plecs) i exerceixen protecció mecànica. Els més famosos són els pols de talc, que en dermatologia es poden associar a altres substàncies com el rovell de zenc. També es compta amb pols d'origen vegetal (midó, licopodio), i en la indústria cosmètica s'han utilitzat àmpliament afegint pigments inócuos, del tipus del cinabri, eosina, bentonita, rovell de ferro o ictiol per a pells fosques. Encara que es poden fabricar pols directament amb les mateixes substàncies actives, no és això el més recomanable, sent millor la seva incorporació a les pols inertes citades anteriorment. Així, es poden afegir substàncies del tipus de les sulfamides, fungicides (ciclopirox olamina, miconazol), anhidróticos (clorur d'alumini), etc. Com a inconvenient important té el que no s'han d'utilitzar davant de presència de secrecions, perquè la barreja amb el traspuat o la pus forma una espècie de ciment que afavoreix la infecció, és irritant i dificulta la cicatrització. És especialment desaconsellable l'estesa utilització de pols associades a productes antipruriginosos en la varicel·la, on poden deixar cicatrius més intenses de l'habitual o la utilització de pols de bor i àcid salicílic, molt estesos per part de la indústria farmacèutica i d'efectes no demostrats.

### Pastes
Estan compostes per pols i grasses a parts iguals, encara que si són massa espesses es pot reduir la part corresponent a les pols, augmentant la quantitat corresponent de greix. En línies generals les pastes són secants, però mantenen la pell suau i plegable, protegint de traumes mecànics i permetent la transpiració. Estan indicades en processos secs (dermatitis cròniques) o molt poc secretantes i en la prevenció de les úlceres de decúbit, pel seu efecte protector. Poden incorporar principis actius tant en forma líquida com a sòlida. Els seus contraindicacións principals són les lesions secretants, infeccions i regions piloses. S'apliquen estenent-les amb una espàtula de fusta i es retiren amb oli d'oliva o vaselina líquida. En lloc de greixos sòlids es poden usar olis, donant lloc a pastes olioses. Si a una pasta se li afegeixen líquids (aigua), ens trobem davant de la pasta aquosa o pasta refrescant.

### Pomades oungüents
Són greixos o substàncies de semblants característiques que presentin aspecte semisòlid a 25 °C. És aquesta propietat física el que realment les defineix, ja que la composició química és enormement variada. El terme pomada és habitualment usat en la literatura hispànica, mentre que el terme ungüent és d'ús preferent en l'àmbit anglosaxó, encara que per efecte de la preponderància científica, aquest es va estenent com a forma principal d'ús. Entre no entesos s'aplica el terme pomada a qualsevol presentació sòlida d'aplicació a la pell, sigui crema, gel o pomada, de la mateixa forma que anomenen pastilla a la majoria de les formes galèniques d'administració oral. Les seves indicacions són àmplies: milloren la pell seca i clivellada, són excel·lents per retirar crostes o escames i són mitjanament tolerades en zones piloses. Admeten multitud de principis actius bé en solució, els principis actius liposolubles, bé en forma de pols o en dispersió col·loidal per als insolubles en greixos. La seva contraindicació més important són els processos inflamatoris aguts, tant més contraindicada com més humit sigui el procés.

### Emulsions
Una emulsió és una barreja més o menys homogènia de dos liquids immiscibles. Un líquid (la fase dispersa) és dispersat en un altre (la fase contínua o fase dispersant). Moltes emulsions són emulsions d'oli i aigua.

### Gels
Respecte als anteriors és de creació molt posterior. Són emulsions semisòlides de polímers orgànics (metilcel·lulosa, agar-agar, gelatina, propilenglicol, galat de propil, EDTA, carboxipolímer) en un líquid (aigua). Se sol afegir hidròxid sòdic o àcid clorhídric per ajustar el pH. Són, doncs, bases incolores, clares, no grasses, miscibles amb aigua. Es poden considerar com un sistema col·loidal on la fase contínua és sòlida i la dispersa és líquida. En aquesta fase líquida pot incorporar principis actius en solució. A temperatura ambient són sòlids o semi-sòlids, fluïditzant-se en ser escalfades. Pel seu aspecte cosmètic se solen utilitzar en zones piloses o estretes (conducte auditiu extern, fosses nasals). Després de la seva aplicació desapareixen ràpides i completament.

### Xampús
Forma galènica utilitzada per a la cura del cabell i del cuir cabellut.

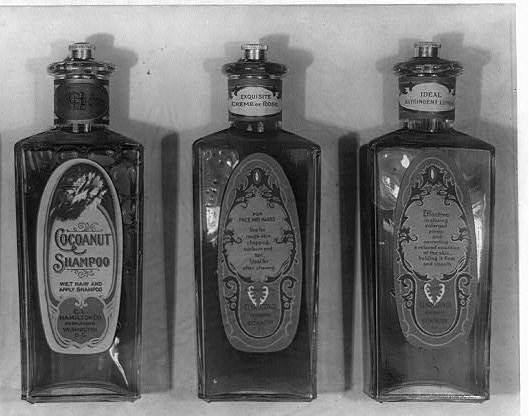
Ampolles de xampú i locions facials de principis del segle Xx.

## Col·liris
Forma farmacèutica que consisteix en una solució que conté el o els principis actius i additius, aplicable únicament a la conjuntiva ocular. Ha de ser totalment transparent, estèril, isotònica i amb un pH neutre o proper a la neutralitat.

## Gotes òtiques i nasals
Les gotes òtiques i nasals són una forma galènica per a ús tòpic consistent en un líquid aquós o oliós en el qual van incorporats els principis actius i que s'utilitza al conducte auditiu extern o les fosses nasals respectivament.
Les seves propietats són similars a les dels col·liris, llevat de l'exigència de l'esterilitat. Concorde a la gran quantitat de principis actius que tolera aquesta forma galènica, les indicacions també són àmplies:
- Processos infecciosos: Otitis externa, otitis de les piscines, ectima nasal, etc.
- Processos al·lèrgics, per al cas de les gotes nasals. La rinitis al·lèrgica és una patologia d'alta prevalença que en moltes ocasions no és controlable amb tractament sistèmic.
- Processos inflamatoris nasals (polipos nasals) o òtics.
- Patologies dermatològiques que afecten la pell de l'oido, com el psoriasi.

Respecte a les contraindicacions caldrà tenir en compte les següents consideracions:
- Gotes nasals: Evitar substàncies que alterin l'activitat dels cilis de les cèl·lules de la mucosa nasal, com les substàncies boricadas.
- Gotes òtiques: En la mesura possible evitar les solucions olioses i tenir present la possibilitat que la membrana timpànica no sigui indemne.

## Apòsits
Qualsevol dels diferents productes sanitaris emprats per cobrir i protegir una ferida. La seva finalitat última és la de promoure la cicatrització de la ferida. En funció a això, les característiques que ha de reunir un bon apòsit són:
1. Impermeabilitat als gèrmens, partícules i aigua.
2. Capacitat d'absorció.
3. Afavoriment del pH àcid.
4. Esterilitat.
5. Permeabilitat als gasos.
6. Proporcionar aïllament tèrmic.[9]

A aquestes propietats caldria afegir-los altres derivades de la interacció amb l'organisme:
1. Elasticitat i flexibilitat.
2. Baixa adherència a la ferida.
3. Alt grau de cohesió.
4. No tòxic.
5. No al·lèrgic.

## Percutània o transdèrmica
Malgrat el comentat respecte a la dificultat per a l'absorció dels principis actius, sempre existeix la possibilitat que s'absorbeixi una part dels mateixos a través de la pell. Aquest fenomen es dona amb més intensitat a les zones on la pell és menys queratinizada (cara), on s'afavoreix la humitat (plecs corporals) o a pells més sensibles com la dels nens. D'altra banda, a voltes, sí que interessa que el principi actiu sigui absorbit per fer el seu efecte a nivell sistèmic. Aquesta via, es coneix com a via percutània o via transdèrmica i presenta unes característiques especials.
Els sistemes terapèutics transdèrmics (STT) són formes de dosificació ideats per aconseguir l'aportament percutani de principis actius a una velocitat programada, o durant un període establert. Existeixen diversos tipus de sistemes transdèrmics, entre els quals es troben:

### Pegats transdèrmics
Forma galènica consistent en un reservori amb principi actiu que s'allibera lentament en aplicar-lo sobre la pell. Es persegueix que el fàrmac passi a la circulació sistèmica a través de la pell i no l'activitat del fàrmac a la pròpia pell. Aquests pegats proporcionen nivells plasmàtics terapèutics constants del fàrmac, sempre que la pell romangui intacta. Encara que relativament recents, tenen nombroses indicacions i són objecte de contínua investigació.,,,

## Iontoforesi
Tècnica utilitzada en fisioteràpia que consisteix en la introducció d'un fàrmac o principi actiu (mitjançant la utilització de corrent galvànic o altres formes de corrents derivats d'aquesta) a través de la pell. Consisteix en la col·locació sobre la pell de dos elèctrodes que, per la seva polaritat, fan que un fàrmac carregat iónicament travessi la pell. Es produeix per la interacció de la polaritat de l'elèctrode amb la càrrega iònica de la substància triada (mitjançant el rebuig dels ions al pol del mateix signe). Les vies d'introducció a través de la pell són sobretot: fol·licles pilosos, glàndules sudorípares i sebàcies, per interposar menor resistència per al pas de substàncies. D'aquesta manera són administrats per via percutània fàrmacs carregats elèctricament, sense produir efectes generals a l'organisme, ja que els seus efectes són locals.

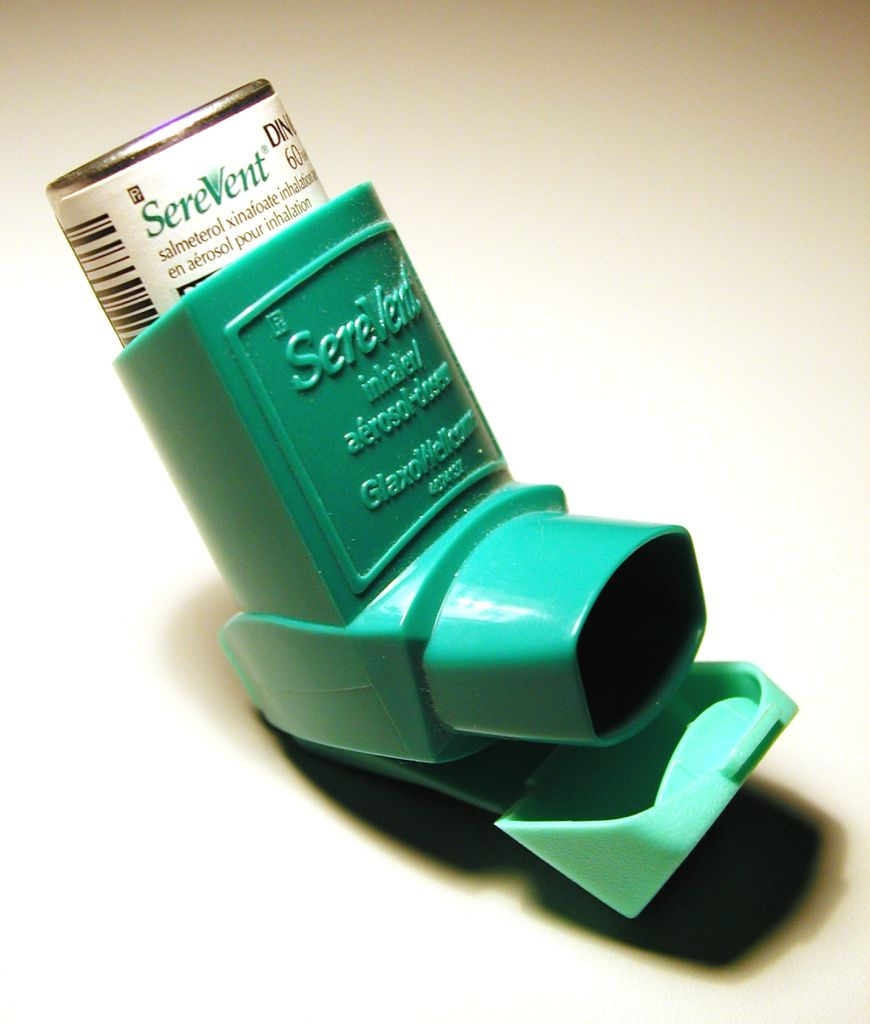
Presentació clàssica d'un aerosol.

## Inhalada
- Aerosols: són dispositius que contenen solucions o suspensions d'un principi actiu, envasades en un sistema a pressió de manera que, en accionar la vàlvula, es produeix l'alliberament del principi actiu en forma de microgotes impulsat gràcies a un agent propelente. Els principis actius que poden ser vehiculizados en aquesta forma galènica són nombrosos:

- Agonistes β₂ adrenèrgics:

# d'acció curta: salbutamol, levalbuterol, terbutalina i bitolterol.
# d'acció prolongada: salmeterol, formoterol, bambuterol.
- Anticolinèrgics, com el bromur d'ipratropio.
- Glucocorticoides: beclometasona o fluticasona.

El seu ús per via inhalada orienta cap a les patologies que es beneficiarien del tractament amb els aerosols:
- Crisi asmàtica.
- Tractament de manteniment de l'al·lèrgia respiratòria o asma extrínseca.
- En la malaltia pulmonar obstructiva crònica (MPOC) tant en el manteniment com en la profilaxi de les reaguditzacions.

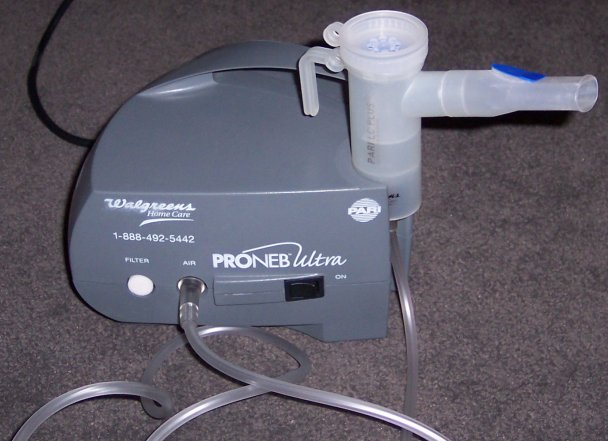
Sistema de nebulització per compressió.

- Inhaladors de pols seca: a partir del medicament en estat sòlid, s'alliberen partícules prou petites de forma sincrònica amb la inspiració; la força de la inhalació arrossega el producte.
- Nebulitzadors: són dispositius que fan passar un corrent d'aire sobre un líquid que porta el principi actiu en dissolució. Es generen partícules uniformes i molt fines del principi actiu (líquid) que són inspirades junt amb l'aire que injecta el nebulitzador. Aquest sistema permet que el fàrmac penetri més profundament en les vies aèries.
- Inhalacions.
- Insuflacions.